# Port de Tonnay-Charente
Le port de Tonnay-Charente qui est situé en Charente-Maritime s'étend le long de la Charente uniquement sur sa rive droite et soutient encore aujourd’hui un trafic portuaire notable. Ce port fluvial est maintenant étroitement associé à celui de Rochefort, formant le complexe portuaire de Rochefort-Tonnay-Charente.

## Bref historique
Dès le XIIe siècle, Tonnay-Charente est un port de commerce actif sur la Charente dont le trafic est fortement stimulé avec l'Angleterre, puis avec les villes de la Flandre, avec la Hollande et les ports de la Ligue Hanséatique.
Repris au XVIe siècle, puis se poursuivant au siècle suivant, le commerce fluvial des eaux-de-vie, du cognac et des vins s'amplifie considérablement au XVIIIe siècle. Les productions sont alors acheminées sur de lourdes gabarres par la Boutonne depuis Saint-Jean-d'Angély et surtout par la Charente depuis Angoulême, Jarnac, Cognac et Saintes. Ce trafic atteindra son apogée à la fin du XIXe siècle.
Depuis 1927, le port de commerce de Tonnay-Charente est géré par la CCI de Rochefort-Saintonge.

## Les équipements du port fluvial de Tonnay-Charente
Le port, entièrement aménagé sur la rive droite de la Charente dont la longueur totale des quais s'étire sur 1 450 mètres et situé à 27 kilomètres de l'embouchure du fleuve, est doté de quais empierrés dont trois parties sont construites en estacades de béton armé. Ces dernières servaient notamment au déchargement et à l'expédition des eaux-de-vie de cognac dont le trafic a définitivement cessé en 1971.
Bien qu'il soit largement tributaire des mouvements de la marée, le port de Tonnay-Charente peut recevoir des navires de 120 mètres de long pour un tirant d'eau de 6,50 mètres. Ainsi, le port peut-il recevoir des navires de haute mer d'un port en lourd de 5 000 tonnes et pouvant aller jusqu'à 10 000 tonnes.

Le quai de déchargement, renforcé par des palplanches, est équipé de deux grues sur rails pour la manutention des pondéreux, comprenant entre autres le charbon, les engrais, les déchets de bois pour la fabrication de panneaux agglomérés, les céréales, principalement le maïs, le tournesol et l'orge.

Manœuvre de retournement dans le port de Tonnay-Charente

. Le trafic portuaire demeure très dépendant des marées pour les arrivées et les départs des marchandises. Le port fluvial présente quelque contrainte qui limite son accès à de gros cargos. Il a la particularité de disposer d'une zone de retournement pour les bateaux, appelée également "zone d'évitement", où celle-ci est située sur la rive gauche du fleuve. Cette zone se présente sous la forme d'une échancrure creusée dans la berge. Le cargo pique du nez dans la vase, ensuite fait machine arrière et le courant de la Charente pousse alors la proue pour le retourner dans le sens de la descente du fleuve vers son embouchure situé à 27 km des installations portuaires.

## Les activités du port de Tonnay-Charente
Depuis le début du XXIe siècle, le trafic portuaire annuel oscille entre 200 000 tonnes et 400 000 tonnes selon la teneur du trafic.

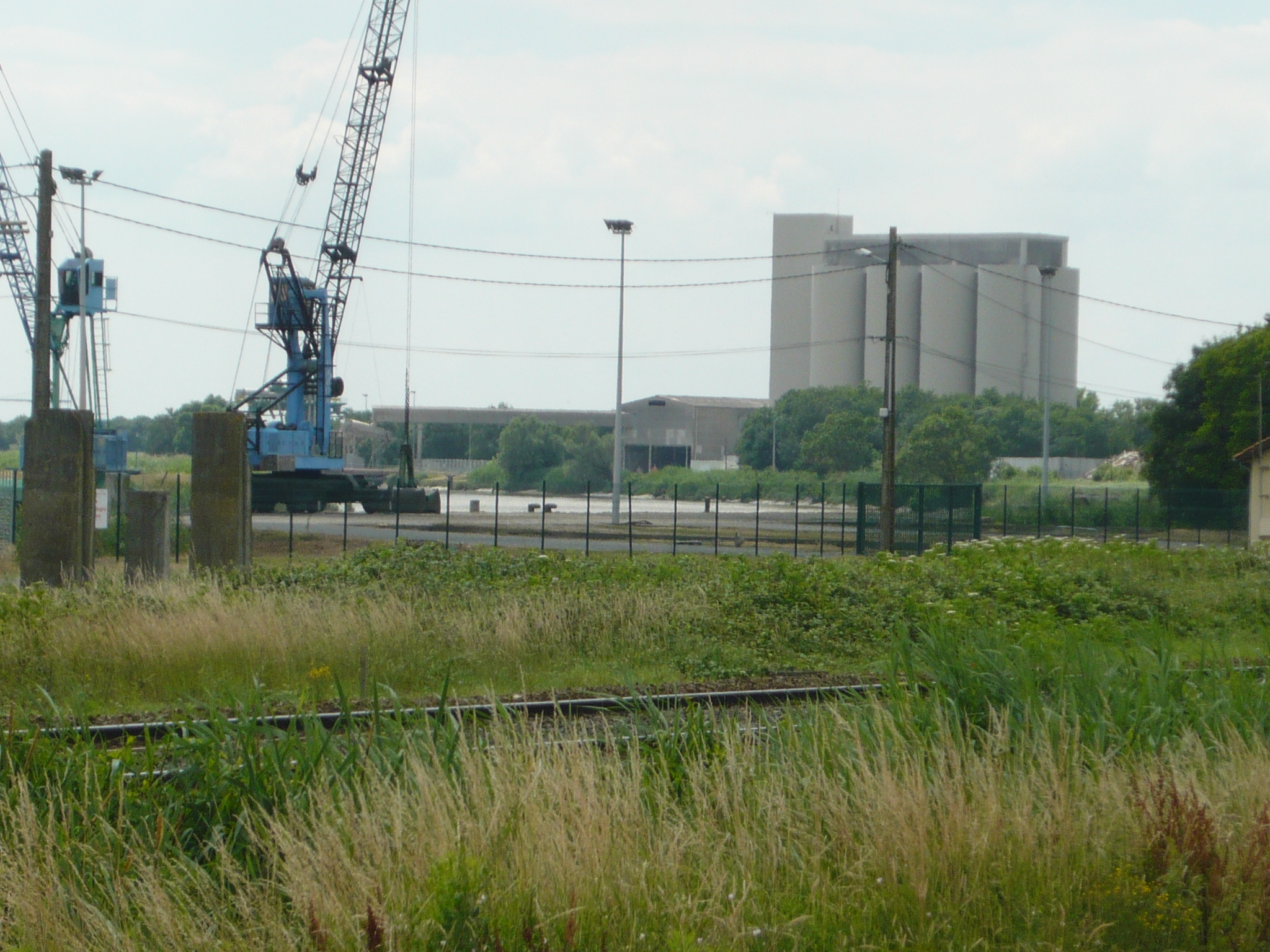
Le port fluvial de Tonnay-Charente appartient au complexe portuaire de Rochefort-Tonnay-Charente qui est le premier port départemental de France.

Aujourd'hui, l'activité du port fluvial de Tonnay-Charente est fortement en déclin bien qu'il s'inscrit dans le nouveau complexe portuaire de Rochefort-Tonnay-Charente, déjà actif dans les années 1970, qui est le premier port départemental de France.
Le trafic portuaire se décline en quatre activités principales mais il est largement dominé par l'exportation des céréales.
Les céréales, composées à 60 % de maïs, 20 % de tournesol et 20 % de blé, sont stockées dans un énorme silo à grains de 300 000 tonnes implanté depuis 1975 sur la rive droite du fleuve et domine le paysage urbain et industriel de Tonnay-Charente. Les céréales sont exportées vers les pays du Benelux, la Grande-Bretagne, l'Espagne et le Portugal par la "SICA de La Pallice" où cet important opérateur portuaire dispose de vastes terrains sur 18 hectares, rachetés à l’ancienne usine de produits chimiques Saint-Gobain dans les années 1960.
Les autres trafics concernent les engrais, le charbon et les sables. Ces entreprises implantées à Tonnay-Charente utilisent les installations du port de commerce de Rochefort-Tonnay-Charente dont l'une dans la chaine du bois, "Séosse" qui s'occupe de recyclage de bois, et l'autre, "France-Charbons" anciennement "Société d'agglomérés de houille - La Grenouillère" fondée en 1899, qui travaille dans l'importation de charbon en vrac, la fabrication et la commercialisation de briquettes et de boulets.
L'usine de fabrication d'engrais TIMAC, du groupe Roullier, qui reste un important opérateur du port de Tonnay-Charente importe pour ses besoins selon la demande autour de 200 000 tonnes de matières premières, principalement des phosphates.
Enfin, une entreprise spécialisée dans le chargement des sables, graviers et granulats, la "CETRA GRANULATS" qui dispose également d'installations au port de La Pallice, complète les activités du trafic portuaire.

## Galerie d'images

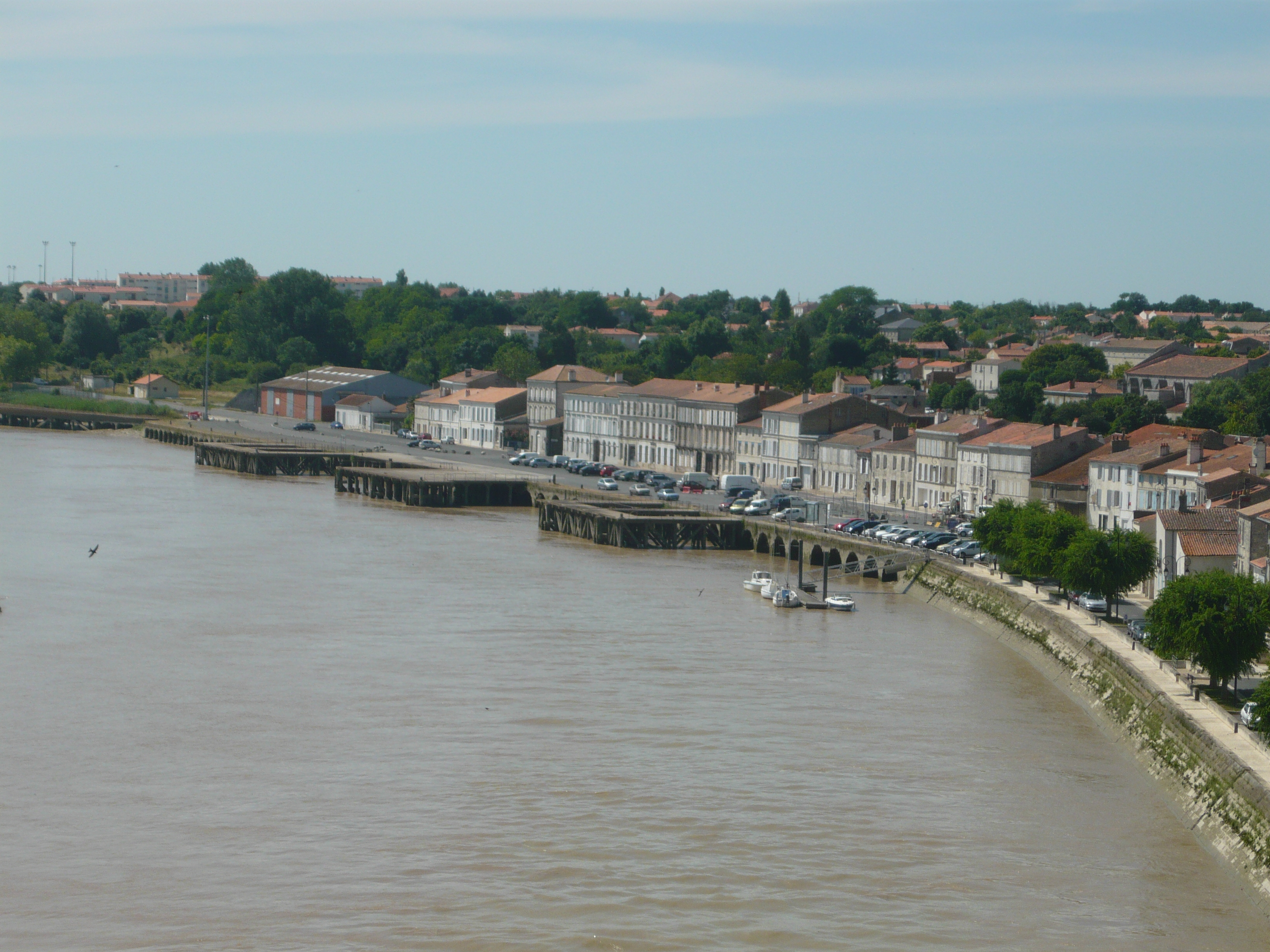
Vue d'ensemble des installations fluviales du port de Tonnay-Charente entièrement situé sur la rive droite de la Charente.
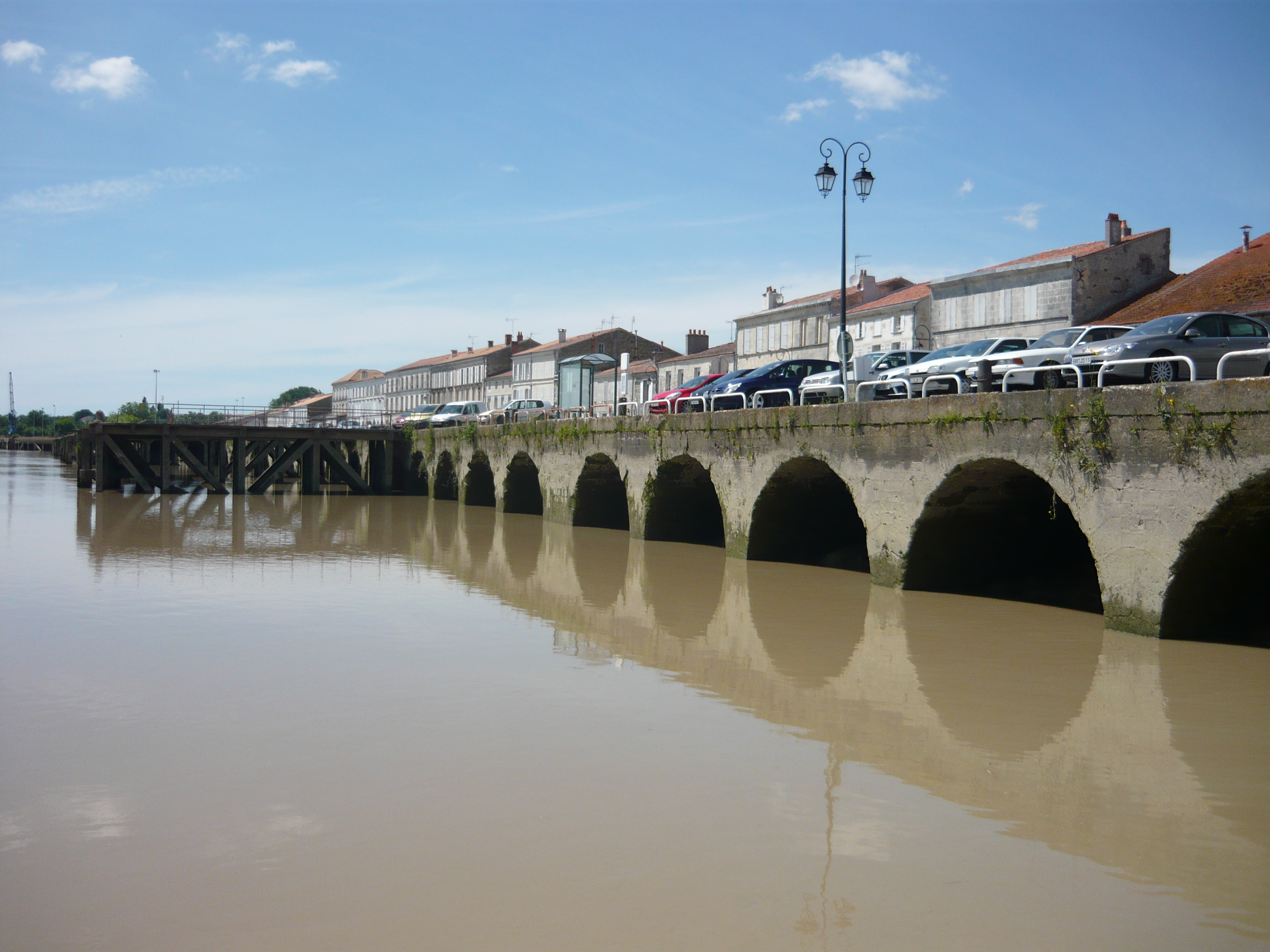
Les estacades en béton armé à gauche servaient aux chargements des eaux-de-vie de Cognac, qui ont définitivement cessé en 1971.
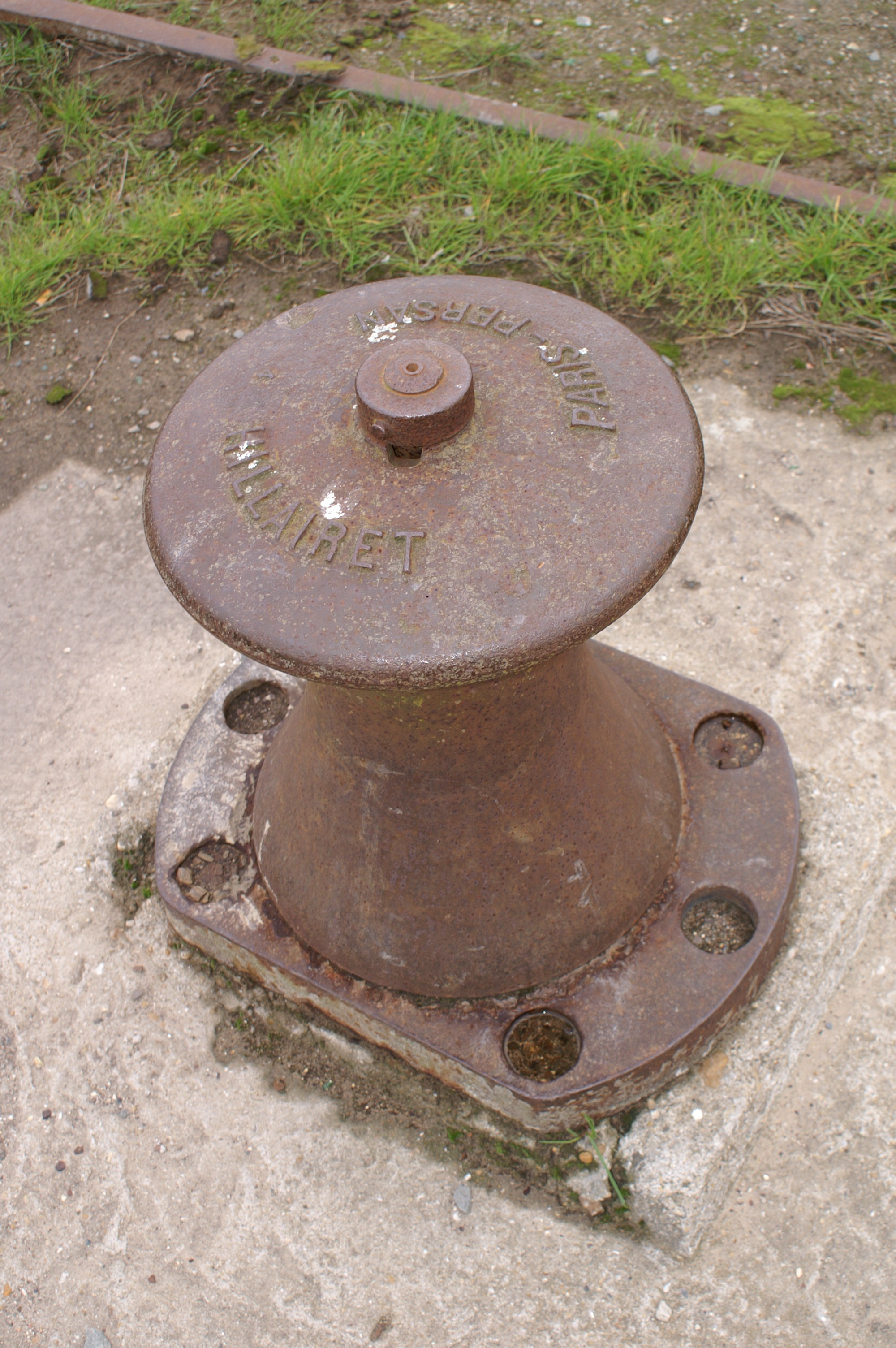
Un ancien cabestan du port fluvial de commerce.

## Pour approfondir